# Smart BGM
Smart BGM（スマート・ビージーエム）はユニバーサル ミュージック合同会社が運営する商用BGMのサブスクリプションサービス。オンライン上で利用契約を受け付けるウェブサイトが2020年7月22日に公開された。2021年1月現在、メジャーレコードレーベルでは唯一のBGMサブスクリプションサービスであったが、2024年に終了した。

## 概要
個人向け音楽サブスクリプションサービスとは異なり、対象は店舗／事業所／医療施設などで、商用利用における音楽著作権を一括処理している。メニューは、スタンダードプラン／ライトプランの2種類があり、利用可能なプレイリストが異なる。
BGMのプレイリストは主にユニバーサル ミュージック グループの楽曲から編成されるが、店舗BGM用トラックやナレーション用の音源は独自に録音されたものが用意されてある。

## 機能
- クロスフェード [注釈 1]

現在の曲の再生が終わる前に次の曲の再生を開始してボリュームが交差することで曲間の無音が目立ちにくいようにする機能
- ログイン・ログアウトタイマー設定

BGM再生のためのログイン・ログアウトをタイマーで自動で行う機能
- プレイリストタイマー設定 特定の時間に指定したプレイリストに自動的に切り替える機能

- サインミュージックタイマー設定  特定の時間に指定した楽曲を指定のタイミングで繰り返し再生する機能